# ジ・ズー
株式会社ジ・ズー（英: Zi:zoo.co.,Ltd.）は、東京都目黒区に本社を置くサブカルチャーを中心とした制作会社。主な事業内容は、番組制作、イベント制作、アーティスト制作等。Xでは「株式会社ジ・ズーHD」と名乗っている。

## 概要
2012年に代表を務める小林信介が渋谷区で立ち上げた。「ジ・ズー」という社名は「音楽の動物園みたいなワクワクを創造する」という意味から付けられた。
サブカルチャー・音楽を中心に、番組制作・イベント制作・レコード制作等を展開。ホール・イベント・ショッピングモール・ライブハウス等の会場を使用し企画から制作まで手掛ける。メディアとタイアップしたイベント制作も得意とする。
一方、楽曲制作や番組制作も行う。アーティスト制作・運営（レーベル事業）は「Flying Penguin Records（フライングペンギンレコーズ）」の名で行っており、ペンギンのキャラクター「ふらっぺ君」をシンボルとしている（「ふらっぺ」はフライングペンギンの略）。
サブカルチャーに特化した物作りを中心に、社内で「メディア」「イベント」「メーカー」「運営」まで一貫したアウトソーシングを受けている。
コロナ禍の影響が大きくなったことをきっかけに、社内で「ライブ配信」の主催、配信用の照明など舞台、開催全体のセッティングについてもアウトソーシングを受けている。特に所属アーティストについては、ライブ開催時に多くの場合でネット配信を行いノウハウを得ている。

## 事業内容
- イベントプランニング&プロデュース
- セールスプロモーション&プロデュース
- コンサートプロデュース&ステージ制作
- タレントプロデュース&キャスティング
- レーベル業務全般（Flying Penguin Records）
- マーケティングプランニング&広告代理業務

## 主な実績

### 番組制作
- 文化放送「小野恵令奈 ふぉん・で・りんく」
- 下北FM「リンク×3」
- レインボータウンFM「かりーね。」
- TOKYO MX系「つんつべ♂」<制作協力>
- テレビ東京系「オードリーの神アプリ＠新世紀-UP DATE-」＜制作協力＞
- テレビ東京系「ハライチの神アプリ＠隆盛紀-ON LINE-」＜制作協力＞
- テレビ東京系「美の国のお茶会」＜制作協力＞
- 文化放送 超A&G+「セハラジ」

### イベント制作
- IDOL Pop'n Party - 主催
- ミュージックパーク - ニッポン放送→ポニーキャニオンと共同で主催もしくは企画・制作[2][3]
  - TIF2017全国選抜LIVE powered by ニッポン放送 - 制作（九州・沖縄ブロックを除く）[4]
- 1ami9LIVE! - 制作（ラジオ日本主催）
- 夏江紘実タメドラフェス! - ラジオ日本（2016年9月まで「夏江紘実エンタメドライブ!」を放送）との共同主催、003以降は主催・制作[5]
- 「TOKYO FM 開局45周年 夢のアイドルミュージアム」【会場】赤坂BLITZ[6]
- 「新星堂 presents iPop ステーション」【会場】TOKYO FM HALL
- 「年末アイドル歌合戦!!2014 supported by Top Yell」【会場】TOKYO FM HALL
- 「BEAST!＆かりーねTHE LIVE～秋の感謝祭～」【会場】TSUTAYA O-EAST
- 朗読劇「スターダスト・ホテル」
- せりざわーるど presents Winter Fantasy LIVE　2015！【会場】原宿AstroHall
- 佐武宇綺の宇宙を綺麗にするライブ【会場】TOKYO FM HALL
- 「世界の優芹澤2016」【会場】TOKYO FM HALL
- @JAM[7]
- ソノウチ - 主催　（コロナ禍にスタートしたライヴ・イベント。「そのうち、きっと、以前のような日常を」というポジティブなイメージでつけられた。[8]）

### アーティスト制作
- AppleTale（2010年結成、2012年まほろばRecordsから継承、2013年活動休止）
- HARU☆HINA 日向小陽といせひなたのユニット（2010年結成、2012年DiasRecordsから継承、2012年解散）
- PIECE（2011年結成、2012年まほろばRecordsから継承、2014年解散）
- SiAM&POPTUNe（2013年結成、2017年活動休止）
- ふらっぺidolぷろじぇくと生（2014年4月6日結成、2017年1月29日活動休止[9]）
- sora tob sakana（2014年結成、2020年解散[10]）
- PANDAMIC（2016年結成、2019年「パンダみっく」から改称）
- ふらっぺidolぷろじぇくと研修生（2017年2月26日結成、2020年3月21日活動終了[11]）
- 開歌-かいか-(2019年結成[12]）
- セカイシティ（2019年結成、2021年「せかいシティ」から改称）
- bunting_kiss（2019年結成、2020年解散）
- 日曜日のアプレミディ（2021年結成、2023年第一期体制終了）
- Primulav（2021年結成）
- 泡沫のクロワジエール（2021年結成、2022年解散）
- イートイン（2021年結成）
- Gentirover（2022年結成）